# Mugurel Buga
Mugurel Mihai Buga (* 16. Dezember 1977 in Brașov) ist ein rumänischer ehemaliger Fußballspieler, der als Stürmer auflief.

## Karriere

### Verein
Die Karriere von Buga begann im Jahr 1997 beim FC Brașov in seiner Heimatstadt, als er am 23. April zu seinem ersten Einsatz in der Divizia A, der höchsten rumänischen Fußballliga, kam. Nachdem sein Klub am Saisonende abgestiegen war, wurde er in der darauffolgenden Spielzeit zur Stammkraft in der Divizia B. Nachdem der Wiederaufstieg in der Spielzeit 1997/98 als Drittplatzierter noch verpasst worden war, kehrte er mit seiner Mannschaft ein Jahr später ins Oberhaus zurück. Dort sicherte er sich mit seinem Team im ersten Jahr den Klassenverbleib. Zu Beginn des Jahres 2001 wechselte er für ein halbes Jahr auf Leihbasis zu Rapid Bukarest, konnte sich dort jedoch nicht durchsetzen und kam nur auf drei Einsätze. Anschließend spielte Buga noch dreieinhalb Jahre in Brașov, bevor er einen weiteren Anlauf bei Rapid nahm, das ihn zu Beginn des Jahres 2005 fest verpflichtete. Nach einem dritten Platz in der Saison 2004/05 wurde die Spielzeit 2005/06 zur erfolgreichsten seiner Laufbahn. Die Liga schloss er mit seinem Team als Vizemeister hinter Steaua Bukarest ab, während im UEFA-Pokal das Viertelfinale erreicht wurde, wo die Mannschaft ebenfalls Steaua den Vortritt lassen musste. Die Saison wurde mit dem Pokalsieg 2006 abgeschlossen, der ein Jahr später wiederholt wurde.
In der Spielzeit 2008/09 wurde Buga für ein Jahr an den FC Brașov ausgeliehen, konnte dort aber nicht an frühere Leistungen anknüpfen. Er kehrte zu Rapid zurück und wurde in der Winterpause 2009/10 an Skoda Xanthi nach Griechenland transferiert. Dort platzierte er sich mit seiner Mannschaft zweimal im Mittelfeld der Liga, ehe er im Sommer 2011 nach Rumänien zurückkehrte und abermals beim FC Brașov unterschrieb. In Brașov gehörte er zu den Stammkräften und wurde im Jahr 2013 Mannschaftskapitän. In der Saison 2014/15 kam er in der Rückrunde nur noch selten zum Einsatz und musste mit seiner Mannschaft am Saisonende in die Liga II absteigen. Buga blieb in Brașov, verpasste aber den Wiederaufstieg. Im Sommer 2016 wechselte er zum AFC Hărman in die Liga III.

### Nationalmannschaft
Buga wurde erstmals im Jahr 2003 vom damaligen Nationaltrainer Anghel Iordănescu in sein Aufgebot für zwei Spiele der rumänischen Nationalmannschaft im Rahmen der Qualifikation zur Europameisterschaft 2004 berufen, kam jedoch nicht zum Einsatz. Drei Jahre später berief ihm Iordănescus Nachfolger Victor Pițurcă abermals in den Kreis der Nationalmannschaft für eine Länderspielreise in die Vereinigten Staaten. Dort kam er am 25. Mai 2006 gegen Nordirland zu seinem ersten Länderspiel und erzielte dabei das Tor zur 1:0-Führung. Auch zwei Tage später gegen Kolumbien stand er in der Startaufstellung. In der Folge kam er nur noch zu Kurzeinsätzen. Am 7. Februar 2007 kam er im Freundschaftsspiel gegen Moldawien zu seinem letzten Einsatz.

## Erfolge
- Rumänischer Pokalsieger: 2005, 2006
- Viertelfinale im UEFA-Pokal: 2006